# Königreich Ryūkyū
Das Königreich Ryūkyū (japanisch 琉球王国 Ryūkyū Ōkoku; ryūkyū 琉球国 Ruuchuu-kuku; chinesisch 琉球國 / 琉球国, Pinyin Liúqiú Guó) war ein unabhängiger Staat der Ryūkyū-Völker, der zwischen dem 15. Jahrhundert und dem 19. Jahrhundert den Großteil der Ryūkyū-Inseln beherrschte. Die Könige von Ryūkyū vereinigten Okinawa und eroberten die Amami-Inseln in der heutigen japanischen Präfektur Kagoshima sowie die Sakishima-Inseln in der Nähe von Taiwan. Trotz seiner geringen Größe (rd. 3.300 km²) spielte das Königreich im ost- und südostasiatischen Seehandel eine wichtige Rolle. Seit dem 30. November 2000 gehören die Burgen (Gusuku) und weitere Stätten des Königreichs Ryūkyū zum Weltkulturerbe der UNESCO.

## Geschichte

### Entstehung des Königreiches

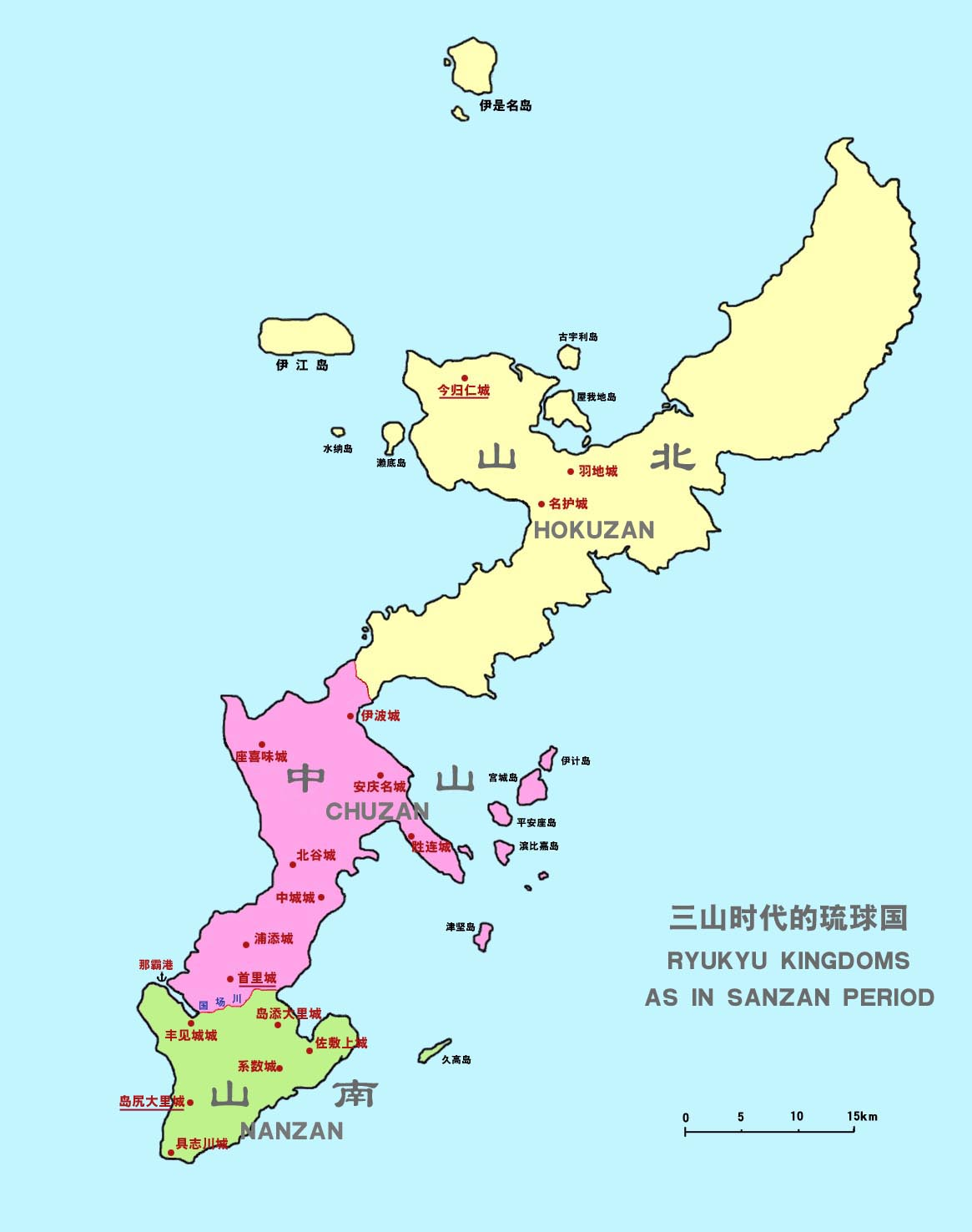
Hauptinsel Okinawa zur Zeit der drei Königreiche

Mit Beginn des 14. Jahrhunderts vereinigten sich die einzelnen Stammesfürstentümer auf der Insel Okinawa zu den drei Königreichen Hokuzan („Nördliche(r) Berg(e)“), Chūzan („Zentrale(r) Berg(e)“) und Nanzan („Südliche(r) Berg(e)“), was als Zeit der drei Königreiche oder Sanzan-Zeit in die Geschichte einging. Hokuzan, das die nördliche Hälfte der Insel beherrschte, war das flächenmäßig größte und militärisch stärkste, aber wirtschaftlich schwächste der drei Reiche. Nanzan kontrollierte den südlichen Teil der Insel. Chūzan lag im Zentrum der Insel und war das wirtschaftlich stärkste Reich. Die Hauptstadt von Nanzan, Shuri, grenzte an die bedeutenden Häfen Naha und Kanemura, die Zentren der traditionellen chinesischen Erziehung auf der Insel. Diese Städte sollten mit Chūzan das Zentrum des Königreiches Ryūkyū bis zu seiner Abschaffung bilden.
Viele Chinesen zogen in dieser Zeit auf die Ryūkyū-Inseln, um der Regierung zu dienen oder um sich im Handel zu betätigen. Auf Wunsch des Königs von Ryūkyū entsandte die Ming-Dynastie unter Hongwu im Jahre 1392 36 Familien aus der Provinz Fujian, um die Wirtschaft zu unterstützen. Viele Beamte des Königreiches stammten von diesen Einwanderern ab, wurden in China geboren oder hatten chinesische Großeltern. Sie unterstützten Ryūkyū bei der Weiterentwicklung seiner Technologie und den diplomatischen Beziehungen. Nach der Aussage von Li Hongzhang, einem General und Staatsmann der Qing-Dynastie, bei einem Treffen mit US-Präsident Ulysses S. Grant bestand zwischen China und Ryūkyū eine besondere Beziehung, da das Königreich seit Jahrhunderten China tributpflichtig war und die Chinesen dem Königreich in einer freundschaftlichen und vorteilhaften Beziehung besondere Handelsprivilegien gewährten.
Diese drei anfänglichen Fürstentümer wurden von Häuptlingen geführt und bekämpften sich gegenseitig, woraus Chūzan schließlich siegreich hervorging. Daraufhin wurden die Chūzan-Fürsten offiziell von der Ming-Dynastie als rechtmäßige Könige über Nanzan und Hokuzan betrachtet. Der Herrscher von Chūzan übergab den Thron an König Hashi, der Hokuzan 1416 sowie Nanzan 1429 eroberte, sowie Okinawa erstmals einte und die erste Shō-Dynastie gründete. Hashi erhielt 1421 vom Ming-Kaiser den Zunamen „Shō“ (chinesisch 尚, Shang) und war fortan als „Shō Hashi“ (尚巴志 Shang Bazhi) bekannt.
Shō Hashi übernahm das hierarchische Gerichtssystem aus China, errichtete den Palast Shuri sowie die Hauptstadt Shuri und den Hafen von Naha. Als 1469 König Shō Toku, der Enkel von Shō Hashi, ohne einen männlichen Erben zu hinterlassen verstarb, erklärte ein Palastdiener, er sei Tokus Adoptivsohn und wurde dabei von China unterstützt. Der Thronprätendent nahm den Namen Shō En an und gründete die zweite Shō-Dynastie. Das Königreich erlebte während der Regierungszeit des zweiten Königs der Dynastie Shō Shin zwischen 1478 und 1526 seine Blütezeit.
Bis zum Ende des 15. Jahrhunderts dehnte das Königreich seinen Herrschaftsbereich bis auf die südlichsten Inseln des Archipels aus und 1571 wurden die Amami-Ōshima-Inseln im Norden vor Kyūshū erobert. Während das Königreich sein politisches System etablierte und die Herrschaft über die Inseln im Norden anerkannt wurde, wurden die Sakishima-Inseln im Süden jahrhundertelang von tributpflichtigen Lehnsherren regiert.

### Goldenes Zeitalter des Seehandels

Der Palast von Shuri

Für beinahe zwei Jahrhunderte spielte das Königreich Ryūkyū im ost- und südostasiatischen Seehandel eine wichtige Rolle. Zentraler Bestandteil der maritimen Aktivitäten war die Beibehaltung der engen Beziehungen zum China der Ming-Dynastie, welche 1372 mit Chūzan, 1380 mit Nanzan und 1383 mit Hokuzan begonnen wurden, deren Anfänge bis zu den drei vorhergehenden Königreichen auf Okinawa zurückreichen. China stellte für die Flotte von Ryūkyū Schiffe bereit, gestattete einer beschränkten Anzahl von Ryūkyūanern eine Ausbildung an der kaiserlichen Akademie in Peking und gewährte dem König von Chūzan weitreichende Handelsprivilegien für die Häfen der Ming-Dynastie. Ryūkyūanische Schiffe betrieben an vielen Häfen der Region Handel mit anderen Staaten, so unter anderen mit China, Đại Việt (Vietnam), Korea, Japan, Java, Malakka, Pattani, Palembang, Siam, Sumatra und Indien (Chola).
Japanische Güter wie Silber, Schwerter, Kriegsfächer, Lackarbeiten und Faltwände sowie chinesische Güter wie Heilkräuter, Münzen, glasierte Keramik, Brokat und Textilien wurden mit südasiatischem Sappanholz, Nashorn, Zinn, Zucker, Eisen, Ambra, indischem Elfenbein und arabischem Weihrauch gehandelt. Insgesamt sind 150 Reisen Ryūkyūanischer Schiffe zwischen dem Königreich und Südostasien im Rekidai Hōan, einem offiziellen Verzeichnis von diplomatischen Dokumenten des Königreiches, in den Jahren von 1434 bis zu den 1630ern verzeichnet, unter anderem 61 nach Siam, 10 nach Malakka, 10 nach Pattani und 8 nach Java.
Die chinesische Politik des beschränkten Handels mit Vasallenstaaten (Hǎijìn, chinesisch 海禁) und der Bevorzugung Ryūkyūs durch die Ming-Dynastie führten für mehr als 150 Jahre zu einer blühenden Wirtschaft im Königreich. Dennoch zerfiel im späten 16. Jahrhundert der kommerzielle Wohlstand Ryūkyūs. Der Rückgang der Bedrohung durch die Wokou (japanische Piraten) und andere Faktoren führten zum allmählichen Verlust der chinesischen Bevorzugung; das Königreich litt zusehends unter dem erhöhten Wettbewerb im Seeverkehr durch portugiesische Händler.

### Japanische Invasion und Unterwerfung

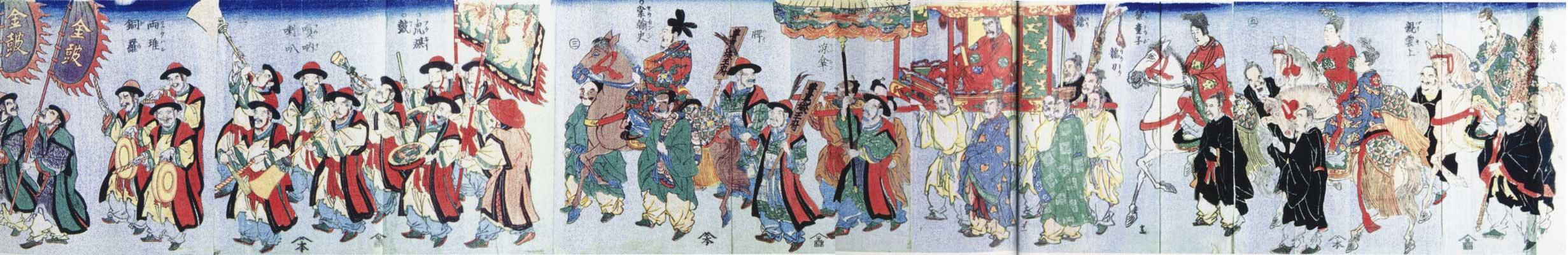
Delegation des Königreiches 1832 in Edo

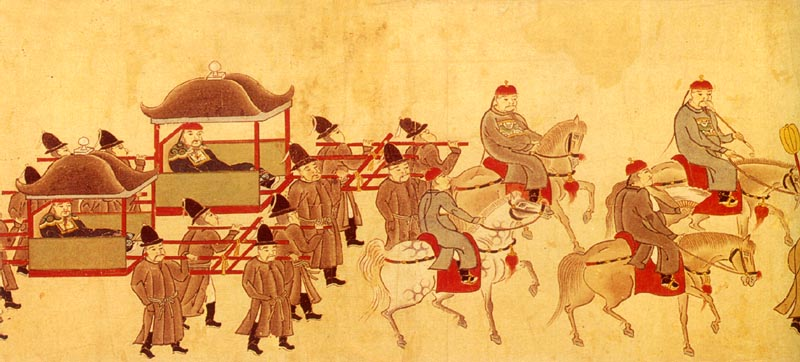
Chinesische Gesandtschaft auf Ryūkyū

Etwa um 1590 bat der japanische Feldherr und faktische Herrscher Japans Toyotomi Hideyoshi das Königreich Ryūkyū um Unterstützung bei der Eroberung Koreas. Bei einem Erfolg plante Hideyoshi anschließend eine Invasion in China. Da Ryūkyū ein Vasall Chinas war, wurde die Bitte zurückgewiesen. Das Tokugawa-Shogunat, das nach dem Scheitern Hideyoshis entstand, gestattete den Shimazu, Feudalherren in Satsuma (der heutigen Präfektur Kagoshima), eine Expedition zur Eroberung Ryūkyūs zu entsenden. Die Invasion erfolgte im Jahr 1609 und die Inseln wurden ohne größeren Widerstand rasch besetzt. König Shō Nei wurde gefangen genommen und nach Satsuma sowie später nach Edo (dem heutigen Tokio) gebracht. Nachdem er zwei Jahre später freigelassen wurde, wurde dem Königreich wieder eine gewisse Autonomie zugestanden. Dennoch sicherte sich Satsuma die direkte Kontrolle über einige Gebiete des Königreiches wie die Amami-Ōshima-Inseln.
Das Königreich fand sich in einer zweifachen Unterordnung gegenüber China und Japan wieder, in der tributpflichtige Beziehungen mit der Ming-Dynastie und dem Tokugawa-Shogunat gepflegt wurden. 1655 genehmigte das Shogunat tributpflichtige Beziehungen des Königreiches mit der Qing-Dynastie, die 1644 die Ming-Dynastie abgelöst hatte. Das galt als gerechtfertigt, um der Qing-Dynastie keinen Kriegsgrund gegen Japan zu geben.
Seitdem die Ming-Dynastie den Handel mit Japan verboten hatte, nutzte Satsuma mit der Unterstützung des Tokugawa-Shogunats die Handelsbeziehungen des Königreiches Ryūkyū, um den Handel mit China auf indirektem Wege wieder aufzunehmen. Da Japan zuvor alle Verbindungen mit den europäischen Ländern mit Ausnahme der Niederländer unterbunden hatte, erwiesen sich diese Handelsbeziehungen sowohl für das Tokugawa-Shogunat als auch für Satsuma nützlich, um ihren Einfluss und ihre Macht auszubauen und das Shogunat in den 1860ern schließlich zu stürzen.
Die Könige von Ryūkyū waren ein Vasall des daimyō (Fürsten) von Satsuma, dennoch gehörte dessen Land zu keinem han (Lehen). Bis zur endgültigen Annektierung der Inseln und der Abschaffung des Königreiches 1879 wurden die Inseln nicht als Teil Japans angesehen und die Ryūkyūaner nicht als Japaner betrachtet. Obwohl faktisch unter der Kontrolle von Satsuma, wurde Ryūkyū ein hoher Grad Autonomie gewährt, um die Handelsinteressen des daimyō von Satsuma und des Shogunats mit China optimal zu schützen. Da Ryūkyū ein Vasallenstaat Chinas war und Japan die diplomatischen Beziehungen mit China beendete, erkannte Peking die japanische Herrschaft über Ryūkyū nicht an. So sahen sich Satsuma und das Tokugawa-Shogunat gezwungen, sich aus den inneren Angelegenheiten des Königreiches herauszuhalten und keine Kontrolle auf die Politik und Gesetzgebung auszuüben. Dadurch wahrten alle drei beteiligten Parteien – die königliche Regierung Ryūkyūs, der daimyō von Satsuma und das Shogunat – den Anschein, dass Ryūkyū ein unabhängiges Land sei. Japanern war ohne Erlaubnis des Shogunats der Besuch der Inseln verboten, und Ryūkyūanern war die Übernahme von japanischen Namen, Kleidung oder Bräuchen untersagt. Ihnen wurde sogar untersagt, erworbene Kenntnisse der japanischen Sprache bei Aufenthalten in Edo zu zeigen. Die Shimazu gewannen an Ansehen, als sie eine Parade für den König von Ryūkyū, seine Beamten und andere Ryūkyūanern beim Besuch in Edo abhielten. Als einziger han mit einem König und einem ganzen Königreich als Vasallen profitierte Satsuma von der Exotik Ryūkyūs.
1872 wurde die Verwaltung der japanischen Präfekturen reformiert und Ryūkyū in eine Provinz umgewandelt. Während in Japan die Han abgeschafft wurden, wurde das Königreich Ryūkyū zu einem solchen ernannt. Somit wurde der Schein der Unabhängigkeit aus diplomatischen Gründen beibehalten.
Am 11. März 1879 schaffte die japanische Meiji-Regierung das Königreich Ryūkyū ab und reorganisierte die Inseln als Präfektur Okinawa. Die Amami-Ōshima-Insel, die bereits nach Satsuma eingegliedert worden war, wurde Teil der Präfektur Kagoshima. Der letzte König von Ryūkyū, Shō Tai, wurde zum Umzug nach Tokio gezwungen und als Entschädigung zum Markgraf in den Kazoku-Adelsstand erhoben. Der Hauptzweig der ehemals königlichen Familie lebt nun in Honshū – Japan. Viele andere Mitglieder der königlichen Familie und ihrer Anhänger flohen nach China.

## Religion
Im Königreich Ryūkyū existierten mehrere religiöse Glaubensformen nebeneinander. Diese waren die Ryūkyū-Religion (Ryūkyū-Shintō oder Utaki Shinkō), die Urreligion der indigenen Bewohner der Ryūkyū-Inseln, der Shintōismus, der Buddhismus, der Konfuzianismus und der Daoismus.

## Liste der Könige von Ryūkyū

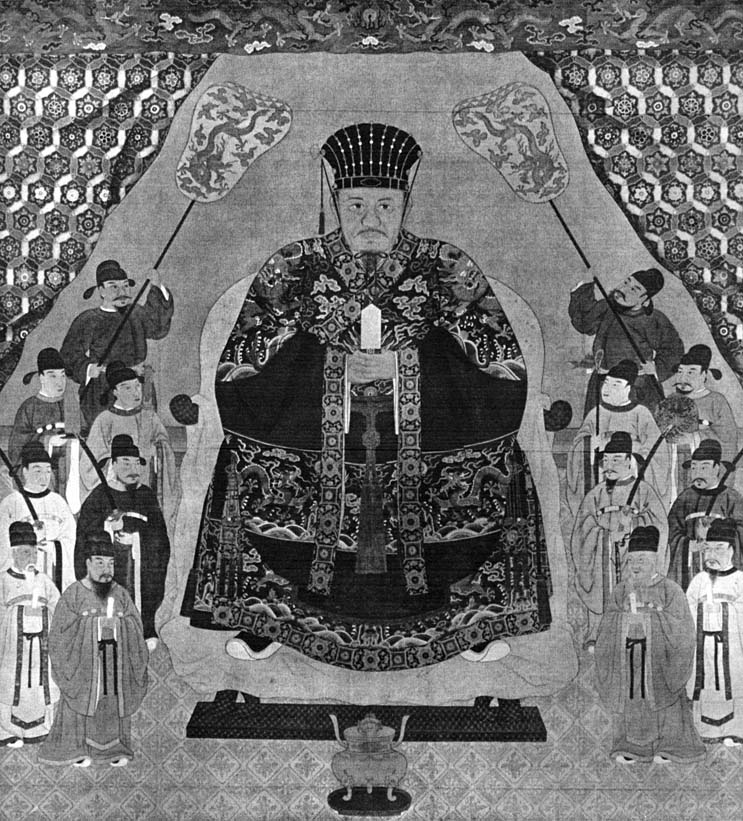
König Shō Kei (1713–1751)

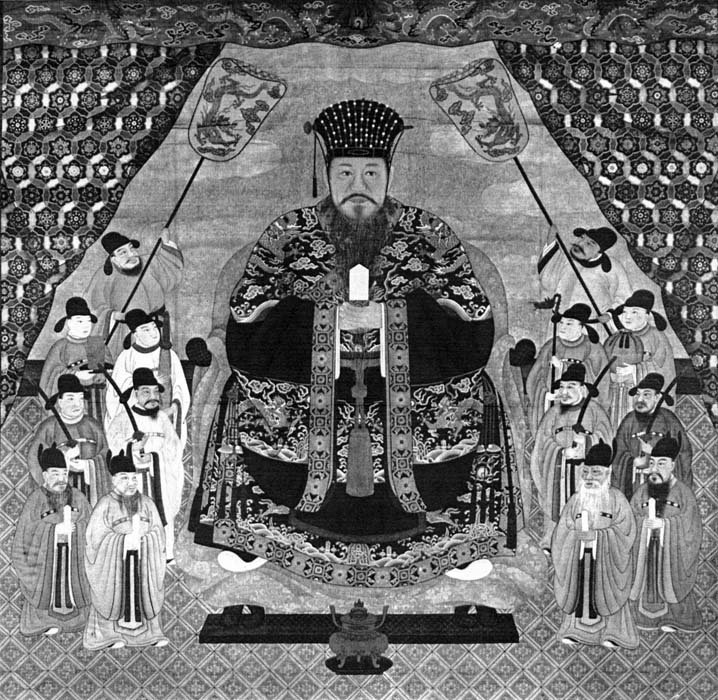
König Shō Boku (1752–1795)

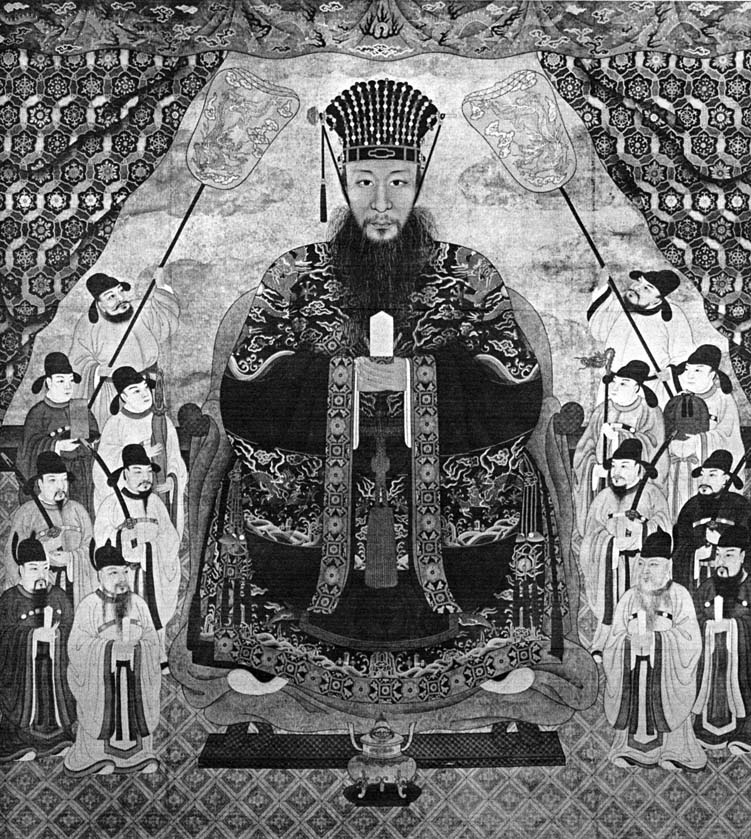
König Shō Kō (1804–1828)

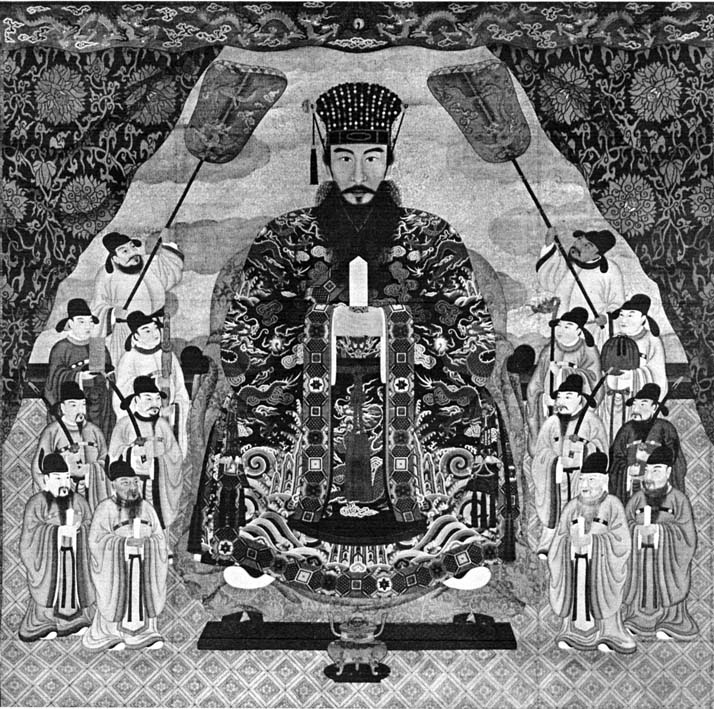
König Shō Iku (1829–1847)

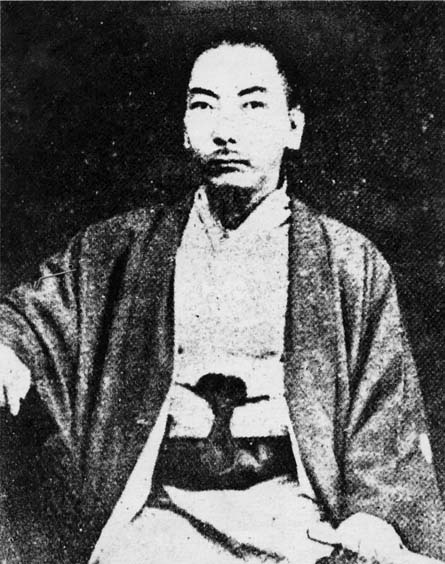
König Shō Tai (1848–1879)

| Name         | Kanji    | Regierungszeit | Klan oder Dynastie | Anmerkungen |
| ------------ | -------- | -------------- | ------------------ | ----------- |
| Shunten      | 舜天     | 1187–1237      | Tenson-Klan        | –           |
| Shun Bajunki | 舜馬順熈 | 1238–1248      | Tenson-Klan        | –           |
| Gihon        | 義本     | 1249–1259      | Tenson-Klan        | –           |
| Eiso         | 英祖     | 1260–1299      | Eiso-Klan          | –           |
| Taisei       | 大成     | 1300–1308      | Eiso-Klan          | –           |
| Eiji         | 英慈     | 1309–1313      | Eiso-Klan          | –           |
| Tamagusuku   | 玉城     | 1314–1336      | Eiso-Klan          | –           |
| Seii         | 西威     | 1337–1354      | Eiso-Klan          | –           |
| Satto        | 察度     | 1355–1395      | –                  | –           |
| Bunei        | 武寧     | 1396–1405      | –                  | –           |
| Shō Shishō   | 尚思紹   | 1405–1421      | 1. Shō-Dynastie    | –           |
| Shō Hashi    | 尚巴志   | 1422–1429      | 1. Shō-Dynastie    | –           |

| Name         | Kanji  | Regierungszeit | Klan oder Dynastie       | Anmerkungen                                                                                    |
| ------------ | ------ | -------------- | ------------------------ | ---------------------------------------------------------------------------------------------- |
| Shō Hashi    | 尚巴志 | 1429–1439      | 1. Shō-Dynastie          | –                                                                                              |
| Shō Chū      | 尚忠   | 1440–1442      | 1. Shō-Dynastie          | –                                                                                              |
| Shō Shitatsu | 尚思達 | 1443–1449      | 1. Shō-Dynastie          | –                                                                                              |
| Shō Kinpuku  | 尚金福 | 1450–1453      | 1. Shō-Dynastie          | –                                                                                              |
| Shō Taikyū   | 尚泰久 | 1454–1460      | 1. Shō-Dynastie          | –                                                                                              |
| Shō Toku     | 尚徳   | 1461–1469      | 1. Shō-Dynastie          | –                                                                                              |
| Shō En       | 尚円   | 1470–1476      | 2. Shō-Dynastie          | auch bekannt als Kanamaru Uchima                                                               |
| Shō Sen'i    | 尚宣威 | 1477           | 2. Shō-Dynastie          | –                                                                                              |
| Shō Shin     | 尚真   | 1477–1526      | 2. Shō-Dynastie          | –                                                                                              |
| Shō Sei      | 尚清   | 1527–1555      | 2. Shō-Dynastie          | –                                                                                              |
| Shō Gen      | 尚元   | 1556–1572      | 2. Shō-Dynastie          | –                                                                                              |
| Shō Ei       | 尚永   | 1573–1586      | 2. Shō-Dynastie          | –                                                                                              |
| Shō Nei      | 尚寧   | 1587–1620      | 2. Shō-Dynastie          | regierte zur Zeit der Invasion des Shimazu-Klans; erster König, der ein Vasall von Satsuma war |
| Shō Hō       | 尚豊   | 1621–1640      | 2. Shō-Dynastie          | –                                                                                              |
| Shō Ken      | 尚賢   | 1641–1647      | 2. Shō-Dynastie          | –                                                                                              |
| Shō Shitsu   | 尚質   | 1648–1668      | 2. Shō-Dynastie          | –                                                                                              |
| Shō Shōken   | 尚象賢 | 1666–1673      | Sessei (Premierminister) | –                                                                                              |
| Shō Tei      | 尚貞   | 1669–1709      | 2. Shō-Dynastie          | auch bekannt als Shang Jing; 1645–1709                                                         |
| Shō Eki      | 尚益   | 1710–1712      | 2. Shō-Dynastie          | auch bekannt als Shang Ben; 1678–1712                                                          |
| Shō Kei      | 尚敬   | 1713–1751      | 2. Shō-Dynastie          | auch bekannt als Shang Jing; 1700–1751                                                         |
| Sai On       | 蔡温   | 1751–1752      | Kokushi (Regent)         | bekannter Gelehrter und Historiker; 1682–1761                                                  |
| Shō Boku     | 尚穆   | 1752–1795      | 2. Shō-Dynastie          | auch bekannt als Shang Mu; 1739–1795                                                           |
| Shō On       | 尚温   | 1796–1802      | 2. Shō-Dynastie          | auch bekannt als Shang Wen; 1784–1802                                                          |
| Shō Sei      | 尚成   | 1803–1804      | 2. Shō-Dynastie          | auch bekannt als Shang Cheng; 1783–1804                                                        |
| Shō Kō       | 尚灝   | 1804–1828      | 2. Shō-Dynastie          | auch bekannt als Shang Hao; 1787–1839                                                          |
| Shō Iku      | 尚育   | 1829–1847      | 2. Shō-Dynastie          | auch bekannt als Shang Yu; 1813–1847                                                           |
| Shō Tai      | 尚泰   | 1848–1879      | 2. Shō-Dynastie          | auch bekannt als Shang Tai; 1843–1901; letzter König von Ryūkyū                                |

| Name    | Kanji | Klan oder Dynastie | Anmerkungen                                                         |
| ------- | ----- | ------------------ | ------------------------------------------------------------------- |
| Shō Ten | 尚泰  | 2. Shō-Dynastie    | auch bekannt als Shang Ten; 1879–1920; letzter Kronprinz von Ryūkyū |

## Galerie

### Symbole des Königreichs Ryūkyū

Wappen
Königliches Siegel
Handelsflagge